# Símbolo de Pearson
El símbolo de Pearson, o notación de Pearson, es usado en cristalografía como un medio para describir una estructura cristalina, y fue originado por W.B. Pearson. El símbolo está constituido de dos letras seguidas por un número. Por ejemplo:
- Estructura de diamante, cF8
- Estructura de rutilo, tP6

Las dos letras (en cursiva) especifican la red de Bravais. La letra minúscula especifica la clase de cristal, y la letra mayúscula el tipo de red. La figura da el número de los átomos en la celda unitaria.
| a | triclínico              |
| m | monoclínico             |
| o | ortorrómbico            |
| t | tetragonal              |
| h | hexagonal y romboédrico |
| c | cúbico                  |

| C | Lateral centrada en las caras |
| F | Toda centrada en las caras    |
| I | Centrada en el cuerpo         |
| R | Romboédrica                   |
| P | Primitiva                     |

Las catorce posibles redes de Bravais son identificadas por las primeras dos letras:
| Clase de cristal       | Símbolo de red | letras del símbolo de Pearson |
| ---------------------- | -------------- | ----------------------------- |
| Triclínico             | P              | aP                            |
| Monoclínico            | P              | mP                            |
|                        | C              | mC                            |
| Ortorrómbico           | P              | oP                            |
|                        | C              | oC                            |
|                        | F              | oF                            |
|                        | I              | oI                            |
| Tetragonal             | P              | tP                            |
|                        | I              | tI                            |
| Hexagonal (y trigonal) | P              | hP                            |
| Romboédrico            | R              | hR                            |
| Cúbico                 | P              | cP                            |
|                        | F              | cF                            |
|                        | I              | cI                            |

## Símbolo de Pearson y grupo espacial
El símbolo de Pearson no identifica de manera única el grupo espacial de una estructura cristalina, por ejemplo tanto la estructura del NaCl, (grupo espacial Fm3m) y el diamante (grupo espacial Fd3m) tienen el mismo símbolo de Pearson cF8.

## Lectura adicional
- United States Naval Research Laboratory - Símbolo de Pearson (Ejemplos e imágenes)